# Tři kamarádi a Jerry
Tři kamarádi a Jerry (v anglickém originále Three Friends and Jerry) je animovaný televizní seriál premiérově vysílaný v letech 1998 až 1999. Tento seriál byl natáčen v britsko – švédské koprodukci. Tvůrcem seriálu je Magnus Carlsson a producenty byly společnosti Happy Life Productions a TV Loonland.

## Synopse
Jerry je novým dítětem ve městě Carlsonville, ale stále se mu nedaří zapadnout mezi ostatní a zvláště ne mezi partu Tří kamarádů – Frank, Eric a Thomas. Společně zažívají řadu dobrodružství a vztahy mezi všemi se mění jako ve skutečných partách.

## Postavy

### Hlavní postavy

#### Kluci
- Jerry – je novým dítětem ve městě a stále se snaží spřátelit se se třemi kamarády – Frankem, Ericem a Thomase. Má blonďaté vlasy a nosí žluté tričko, modré kalhoty a červené boty. Má dlouhé přední dva zuby.
- Frank – je jakýmsi šéfem tří kamarádů, je zamilovaný do Lindy, ale ta jej stále odmítá. Stejně tak odmítá Frank Jerryho účast v partě tří kamarádů. Je však také z party nejhloupější. Nosí modré tričko se žlutým číslem jedna, černé kalhoty a zelené boty. Je plešatý a má dlouhou protáhlou hlavu.
- Thomas – je jeden z party tří kamarádů. Nosí vždy zelenou čepici, ale značně protáhlou nahoru. Nosí oranžové tričko, zelené kalhoty a hnědé boty.
- Eric – je jeden z party tří kamarádů. Rád hraje fotbal. Má také blonďaté vlasy jako Jerry. Nosí zelené tričko, modré kalhoty a fotbalové kopačky.

#### Holky
- Linda – je Frankova sestřenice. Má ráda starší kluky, ráda nakupuje a zkouší nové šaty. Vyhrála několikrát soutěže krásy. Nosí zelenou blůzku, červenou sukni a černé boty. Má blond vlasy. Je jakousi protiváhou Franka u party holek.
- Mimmi – dcera Roye Johnsona a kamarádka Lindy a Tess. Má hnědé vlasy a žlutou tvář. Nosí modré šaty s obrázkem smajlíka a červené boty.
- Tess – sestra Tonyho a kamarádka Lindy a Mimmi. Má blond vlasy a nosí bílou blůzu, růžový obleček a zelené boty. Miluje Erica, ale tají to před Lindou a Mimmi. Bydlí s rodiči a starším bratrem na adrese U Mostu čp.3

### Vedlejší postavy
- Roy Johnson – otec Mimmi, podnikatel a obchodník. Patří mu malý obchod ve městě Carlsonville.
- Monica – miluje Tonyho a pracuje v obchodě u Roye.
- Tony – šestnáctiletý bratr Tess a miluje rockovou muziku. Kluci i holky se s ním často snaží kamarádit, ale Tony o ně zájem nemá.
- Učitel tělocviku – otec Jerryho a bývá často naštvaný, ale má dobré srdce. Je milovníkem sportu a nesnáší flákání.
- Učitelka – pedagožka ve třídě Tří kamarádů a Jerryho a učí též Lindu, Mimmi, Tess a další děti.
- Farář Dick – pracuje v kostele a dohlíží na vše ve městě. Rád zahradničí.
- Oscar – je velice líný a bez peněz. Je takřka bezdomovec a žije ve staré boudě. Dříve býval bohatým a uznávaným členem města.
- Pán a paní Bertwhistle- Jerryho sousedé, Ingrid je knihovnice v městské knihovně.

### Méně důležité postavy
- Jerryho matka – miluje Jerryho a jeho otce – učitele tělocviku.
- Frankovi rodiče – milující rodiče Franka.
- Simon – Frankův bratranec z venkova.
- Děda Bertwhistle – důchodce a otec pana Bertwhistla (Jerryho souseda), který miluje vyrábění bomb a jejich odpalování. Jako mladý napsal knihu o dvoření se ženám a pořád se o ženy velmi zajímá.
- Emma – důchodkyně a přítelkyně dědy Bertwhistla.
- Carlsonvillští policisté - dva ochránci zákona, kteří nepobrali zrovna moc inteligence. Jejich největší zálibou je sledování televize, přičemž pijí kávu a pojídají donuty.

## Seznam dílů
Seriál má celkem 39 dílů, které jsou rozděleny do 3 sérií. Vždy je vysílán jeden díl, který má 2 – 3 různé příběhy.
| N/o         | Český název              | Anglický název            |
| ----------- | ------------------------ | ------------------------- |
|             |                          |                           |
| První série |                          |                           |
|             |                          |                           |
| 01          | Dát si pusu s Lindou     | Kissing Linda             |
| 01          | Bankovní loupež          | Bank Robbery              |
| 01          | Mraveniště               | Ant Hill                  |
|             |                          |                           |
| 02          | Sledování UFO            | UFO-Spotting              |
| 02          | Závod v dupání na brzdu  | Brake Slamming            |
| 02          | Cirkus                   | The Circus                |
|             |                          |                           |
| 03          | Pracovní praxe           | Work Experience           |
| 03          | Jak být vedle            | Barking Up The Wrong Tree |
| 03          | Soutěž krásy             | The Beauty Contest        |
|             |                          |                           |
| 04          | Hvězdy v Tvých očích     | Stars In Your Eyes        |
| 04          | Móda                     | Fashion                   |
| 04          | Koulovačka               | The Snowball Fight        |
|             |                          |                           |
| 05          | Lední hokej              | Ice Hockey                |
| 05          | Můj kamarád je mravenec  | My Friend Is An Ant       |
| 05          | Úhledny a Čistý          | Neat And Tidy             |
|             |                          |                           |
| 06          | Tonyho párty             | Tony's Party              |
| 06          | Rybářský výlet           | The Fishing Trip          |
| 06          | Koledníci                | Carol Singing             |
|             |                          |                           |
| 07          | Jižní moře               | South Sea                 |
| 07          | Klubovna                 | The Club House            |
| 07          | Stroj na padělání peněz  | The Forging Machine       |
|             |                          |                           |
| 08          | Kovbojové                | Cowboys                   |
| 08          | Poslíček                 | The Delivery              |
| 08          | Párty pro staroušky      | Old People's Party        |
|             |                          |                           |
| 09          | Soutěž pro malé vědce    | Scientists 'R' Us         |
| 09          | Stanování                | Camping                   |
| 09          | Bumerang                 | Boomerang                 |
|             |                          |                           |
| 10          | Strach ma velké oči      | Frightening Fifth Form    |
| 10          | Jerryho šťastný den      | Jerry's Lucky Day         |
| 10          | Chyť dívku               | Catch The Girl            |
|             |                          |                           |
| 11          | Bleší trh                | The Flea Market           |
| 11          | Vši                      | Head Lice                 |
| 11          | Supermarket              | Supermart                 |
|             |                          |                           |
| 12          | Bratranec z venkova      | Country Cousin            |
| 12          | Tajná mise               | Secret Mission            |
| 12          | Hackeři                  | Hackers                   |
|             |                          |                           |
| 13          | Hon na losa              | The Moose Hunt            |
| 13          | Podvedeš a budeš proklet | Cheat And Curse           |
| 13          | Výstava hlodavců         | The Rodent Exhibition     |
|             |                          |                           |
| Druhá série |                          |                           |
|             |                          |                           |
| 14          | Muzeum                   | Museum                    |
| 14          | Bojová umění             | Martial Arts              |
|             |                          |                           |
| 15          | Maškarní bál             | Costume Party             |
| 15          | Vánoční besídka          | Christmas Party           |
|             |                          |                           |
| 16          | Hlídání                  | Babysitting               |
| 16          | Romeo a Julie            | Romeo & Juliet            |
|             |                          |                           |
| 17          |                          |                           |
|             |                          |                           |
|             |                          |                           |
| 18          | Trojčata                 | Triplets                  |
| 18          | Dívčí šaty               | Girls Clothes             |
|             |                          |                           |
| 19          | Parta losů               | Moose Gang                |
| 19          | Výcvikový tábor          | Survival Camp             |
|             |                          |                           |
| 20          | Návštěva z kosmu         | Visitors From Outer Space |
| 20          | Opuštěný pes             | Stray Dog                 |
|             |                          |                           |
| 21          | Suplování                | The Substitute            |
| 21          | Zelené palce             | The Green Thumb           |
|             |                          |                           |
| 22          | Ztracená archa           | The Lost Ark              |
| 22          | Jazzový génius           | Jazz Prodigy              |
|             |                          |                           |
| 23          | Dopisová známost         | Pen Pal                   |
| 23          | Rodinné záležitosti      | Family Matters            |
|             |                          |                           |
| 24          | Dvoření pro začátečníky  | Wooing For Beginners      |
| 24          | Brýle                    | Glasses                   |
|             |                          |                           |
| 25          | Domovník                 | The Caretaker             |
| 25          | Televizní drby           | TV Gossip                 |
|             |                          |                           |
| 26          | Smysl dopravy            | Traffic Sense             |
| 26          | Miss Jerry               | Miss Jerry                |
|             |                          |                           |
| Třetí série |                          |                           |
|             |                          |                           |
| 27          | Pořad Junior             | Junior Show               |
| 27          | Supermodel               | Super-model               |
|             |                          |                           |
| 28          | Náš syn je pštros        | Our Son Is An Osrich      |
| 28          | Stáří                    | Age Limit                 |
|             |                          |                           |
| 29          | Zahradní večírek         | Garden Party              |
| 29          | Sněžný muž               | Snowman                   |
|             |                          |                           |
| 30          | Krokodýli z kanálu       | Sewergators               |
| 30          | Stěhování                | The Move                  |
|             |                          |                           |
| 31          | Taneční mánie            | Dance Mania               |
| 31          | Archeologický výkop      | Archaeological Dig        |
|             |                          |                           |
| 32          | Bunda III                | Jacket III                |
| 32          | Starý rockeři            | Veteran Rock              |
|             |                          |                           |
| 33          | Jarní vábení             | Spring Feelings           |
| 33          | Papoušek                 | Cockatoo                  |
|             |                          |                           |
| 34          | Soudný den               | Judgement Day             |
| 34          | Léčení fobií             | Curing Phobias            |
|             |                          |                           |
| 35          | Náměsíčník               | Sleepwalker               |
| 35          | Školní noviny            | School Paper              |
|             |                          |                           |
| 36          | Rekordní koláč           | Record Cake               |
| 36          | Zázračný krém            | Miracle Cream             |
|             |                          |                           |
| 37          | Učitelka plavání         | Swimming Teacher          |
| 37          | Magické triky            | Magic Tricks              |
|             |                          |                           |
| 38          | Sbírka žab               | Frog Collection           |
| 38          | Noční sova               | Night Owl                 |
|             |                          |                           |
| 39          | Olympijské hry           | Olympic Games             |
| 39          | Tajná skřínka            | Secret Box                |
|             |                          |                           |

## Kritika
Tento seriál byl mnohými kritizován za sexuální motivy v některých dílech, v jednom dílu se tři kamarádi s Jerrym pokusili vyrábět a udávat do oběhu padělky bankovek a také se zde objevují nahé děti. Tyto kritické hlasy však brzy utichly.[zdroj?]